# KVIrc
KVIrc est un client IRC graphique multiplate-forme pour Windows, Mac OS X, Linux et Unix. Le nom est un acronyme de K Visual IRC, dans lequel le K représente une ancienne dépendance à l'environnement de bureau KDE, qui est optionnelle depuis la version 2.0.0. Le logiciel utilise la bibliothèque Qt et son code est publié sous la licence GNU GPL.

## Fonctionnalités
- Codes mIRC pour les caractères gras, soulignés et colorés
- Émoticons graphiques
- Gestion d'avatars statiques ou animés dans la liste d'utilisateurs
- Création et le téléchargement de thèmes graphiques
- Navigateur d'historique de conversations intelligent
- DCC Video (expérimental, désactivé par défaut)
- Connexions serveur multiples
- Connexion via SSL
- Connexion à des serveurs IPv6
- Encodages Unicode, ISO/CEI 8859-*, ainsi que plusieurs jeux de caractères asiatiques
- Encodage intelligent qui permet l'utilisation de deux jeux de caractères à la fois
- Fenêtre de gestion des transferts DCC avec limitation de la bande passante
- Encryption des canaux, messages privés et conversations DCC avec Blowfish ou AES/Rijndael

### Scripting
KVS est le langage de script utilisé par KVIrc. Il s'agit d'un langage semi-interprété inspiré du C++, sh, Perl, PHP et MSL. KVS bénéficie d'une documentation riche disponible depuis le client lui-même. Il permet entre-autres de réagir à des événements, d'ajouter des commandes complexes, de modifier ou d'ajouter des éléments à divers menus. Les classes de liaison Qt permettent de créer de nouveaux éléments graphiques ainsi que d'accéder à de nombreuses fonctions de la bibliothèque WebKit. KVS supporte la programmation orientée objet.
KVIrc supporte aussi l'utilisation de Perl et de Python jusqu'à un certain degré.